# Bobaia (okręg Gorj)
Bobaia – wieś w Rumunii, w okręgu Gorj, w gminie Aninoasa. W 2011 roku liczyła 316 mieszkańców.